# Organisation professionnelle des transports d'Île-de-France
De Organisation professionnelle des transports d'Île-de-France (Optile) is een Franse organisatie waarin alle particuliere busondernemingen vertegenwoordigd zijn die actief zijn in het openbaar vervoer in Île-de-France.
In tegenstelling tot het RATP-busnetwerk, dienen de bij Optile aangesloten ondernemingen de verder gelegen voorsteden van Parijs en het platteland in Île-de-France.
De organisatie wordt begeleid door Île-de-France Mobilités (voorheen STIF), de vevoersautoriteit in Île-de-France, en ontvangt van deze een subsidie van ruim 490 miljoen euro per jaar.

## Geschiedenis
Optile ontstond in oktober 2000, na de fusie van l'Association professionnelle des transporteurs routiers (APTR) en l’Association pour le développement et l’amélioration des transports en région Île-de-France (ADATRIF).

## Optile
Optile is een vereniging, met als doel het bieden van het administratieve beheer van de gereden routes door haar leden, zijnde alle particuliere personenvervoerders in de regio Île-de-France. De leden van de organisatie zijn onder andere van oudsher in de regio actieve familiebedrijven en de grote internationale groepen, zoals Keolis en Veolia-Transdev. Zij exploiteren regulier openbaar vervoer, in de vorm van stadsbussen, streekbussen, schoolbussen en vervoer op maat, zoals het regulier vervoer van ouderen of lichamelijk gehandicapten..
Optile heeft als taak de aangesloten leden te coördineren. Zij beslist over de lijnen, en ontvangt de inkomsten die komen van de vervoersautoriteit Île-de-France Mobilités. De vereniging moet er ook voor zorgen dat er duurzaam en efficiënt gewerkt wordt bij de leden.

### Leden
Alle leden van Optile zijn losse bedrijven. Deze bedrijven werken soms onafhankelijk, anderen zijn aanbesteed en in handen van veelal grote multinationals. De netwerken van deze bedrijven samen bestaan uit stadsbussen en streekbussen, die samen 1.100 van de 1.300 gemeenten in Île-de-France bedienen, een gebied met meer dan 5 miljoen inwoners. Er rijden 4.000 bussen rond in de regio, die stoppen op een aantal van de 26.000 bushaltes in het bedieningsgebied, en die zorgen voor een jaaromzet van 682 miljoen euro. De aangesloten bedrijven, met hun bedieningsregio's, zijn:

#### Departementale netwerken
- Albatrans (Essonne)
- Busval d'Oise (Val-d'Oise)

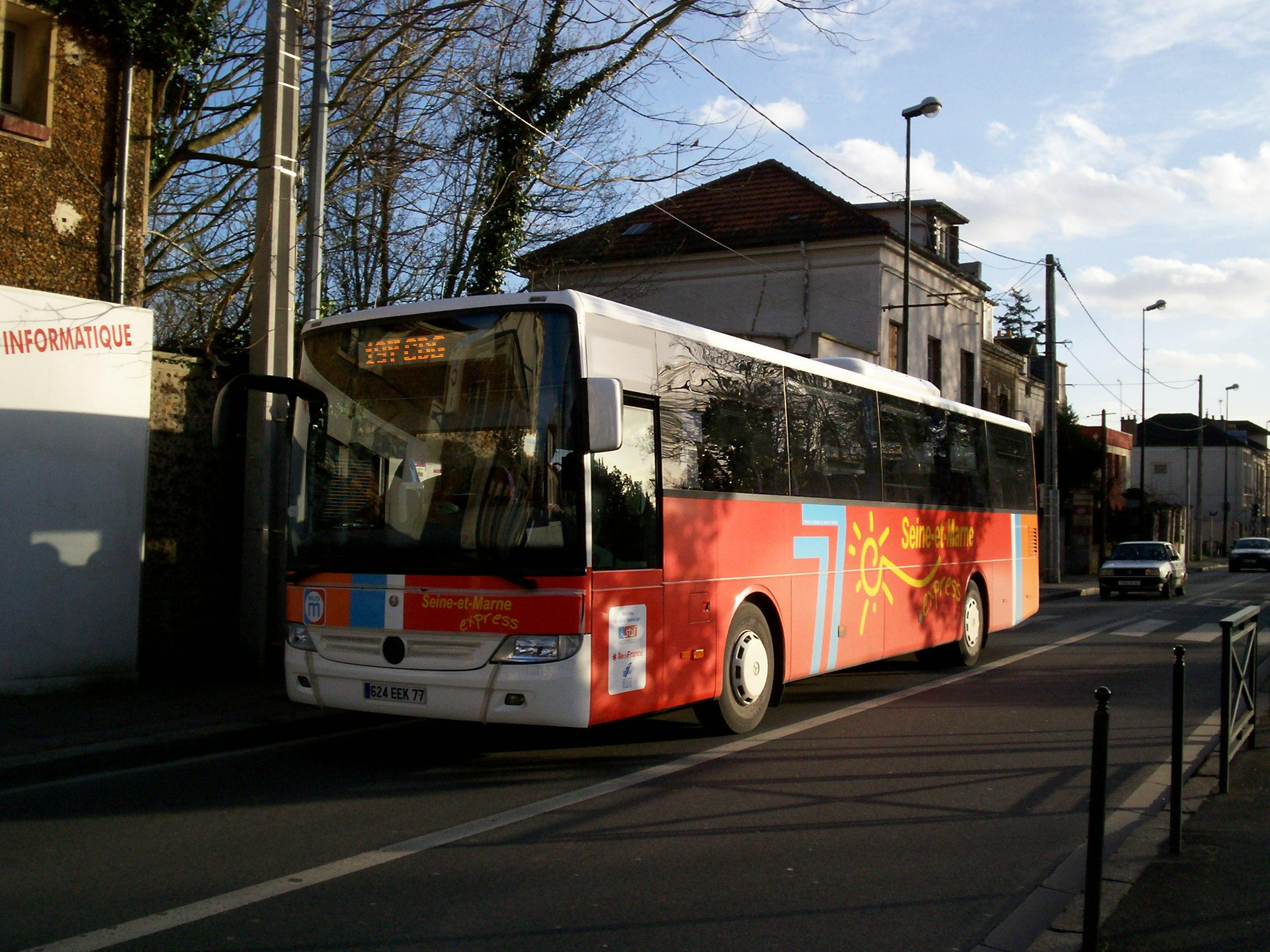
Lijn 19 van de Seine-et-Marne Express

- Seine-et-Marne Express (Seine-et-Marne)
- Transports rapides automobiles (Seine-Saint-Denis)

#### Stedelijke en interstedelijke netwerken

##### Netwerken eigendom van de gemeentes

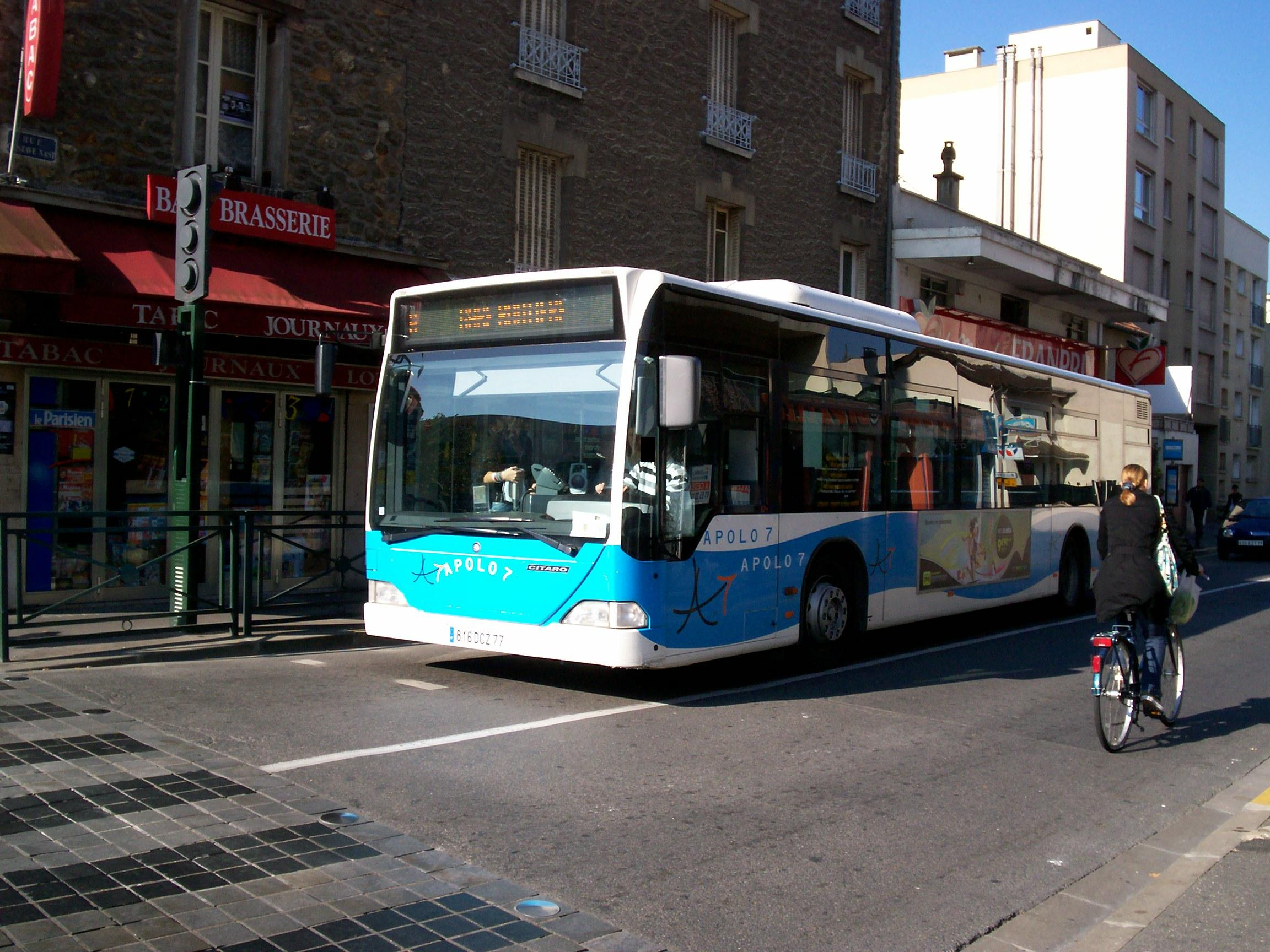
Een Citaro van Apolo7

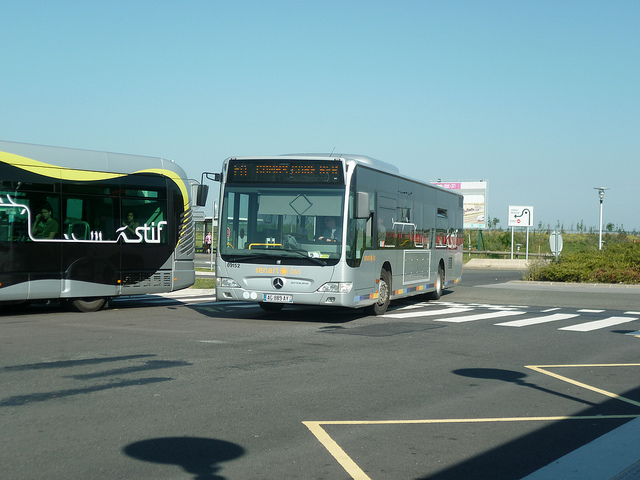
Een Citaro II van Sénart Bus op Station Lieusaint - Moissy

- Aérial (Fontainebleau en omgeving)
- Apolo7 (Chelles en omgeving)
- Bord de l’Eau (rond Choisy-le-Roi en Juvisy-sur-Orge)
- Bus en Seine (rond Houilles en Sartrouville)
- CAPS (Saclay)
- Grand R (Louvres, Roissy-en-France, Fosses en omgeving)
- MELIBUS (Melun en omgeving)
- Orgebus (Bretigny-sur-Orge en omgeving)
- Paladin (Antony/Sceaux)
- PEP'S (Marne-la-Vallee en omgeving)
- Phébus (Versailles en omgeving)
- Probus (Provins en omgeving)
- Rive Droite (Limay en omgeving)
- R'Bus (Argenteuil , Bezons , Sartrouville en omgeving)
- Rbus (Rambouillet)
- Seine Essonne Bus (Évry-Courcouronnes en omgeving)
- Seine Senart Bus (Draveil en Vigneux-sur-Seine)
- Senart Bus (in de Ville nouvelle Senart)
- Sit'bus (Pontault-Combault en Roissy-en-Brie)
- Situs (Sucy-en-Brie en omgeving)
- Sol'R (Tournan-en-Brie en omgeving)
- SQYBUS (Saint-Quentin-en-Yvelines en omgeving)
- SiYonne (Montereau-Fault-Yonne en omgeving)
- Tom en Yvelines (Mantes-en-Yvelines)
- Traverciel (Saint-Cloud en omgeving)

##### Netwerken van de vervoerders
- Stivo (Cergy-Pontoise)
- WWORK (Villeneuve-Saint-Georges en omgeving)
- TICE (Évry-Courcouronnes en omgeving)
- TransVO (Arnouville en Gonesse)

#### Regionale netwerken

##### Netwerken eigendom van de gemeentes
- Comète (Kanton Moret-sur-Loing)

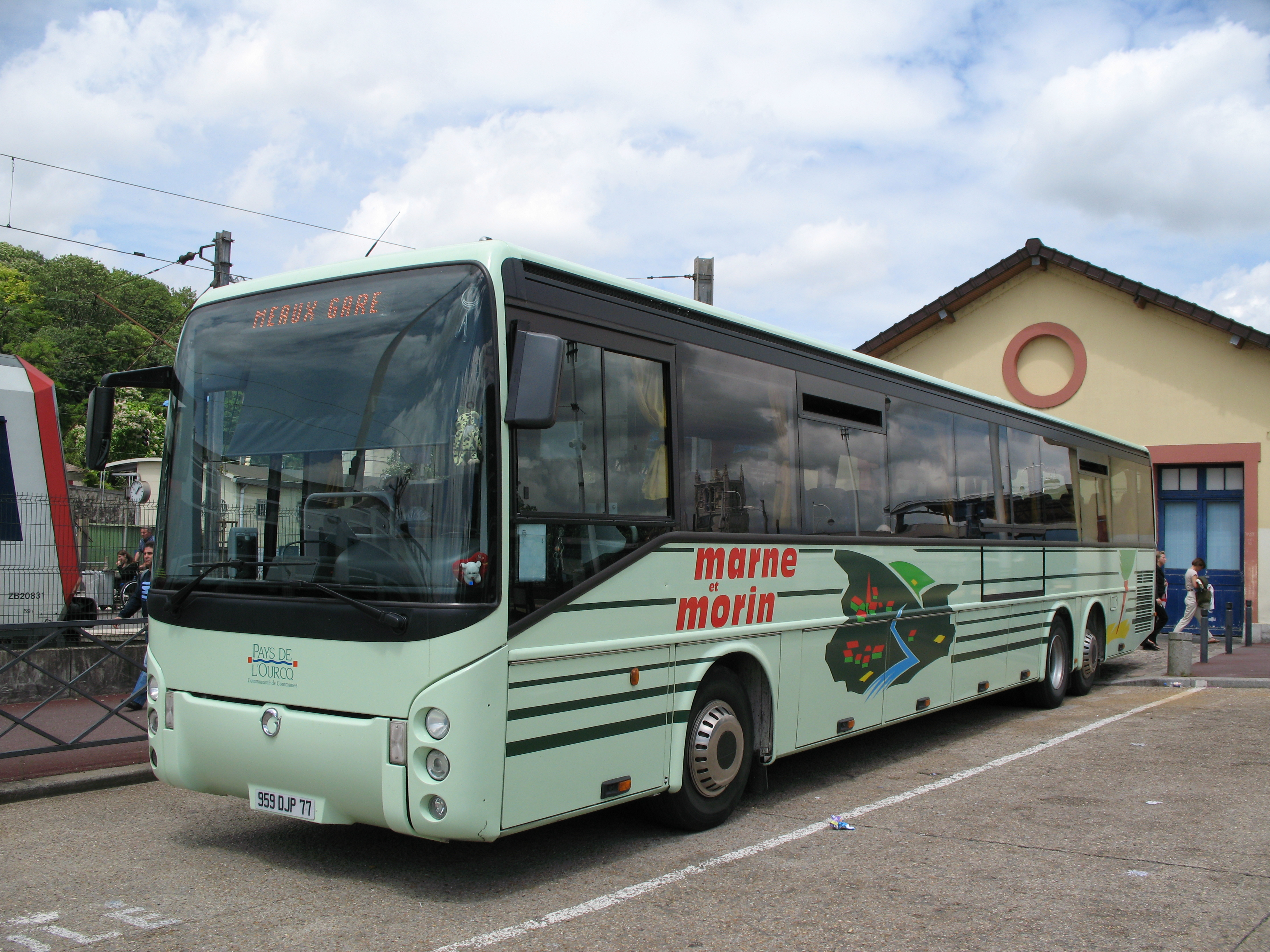
Een bus van Marne-et-Morin in Meaux

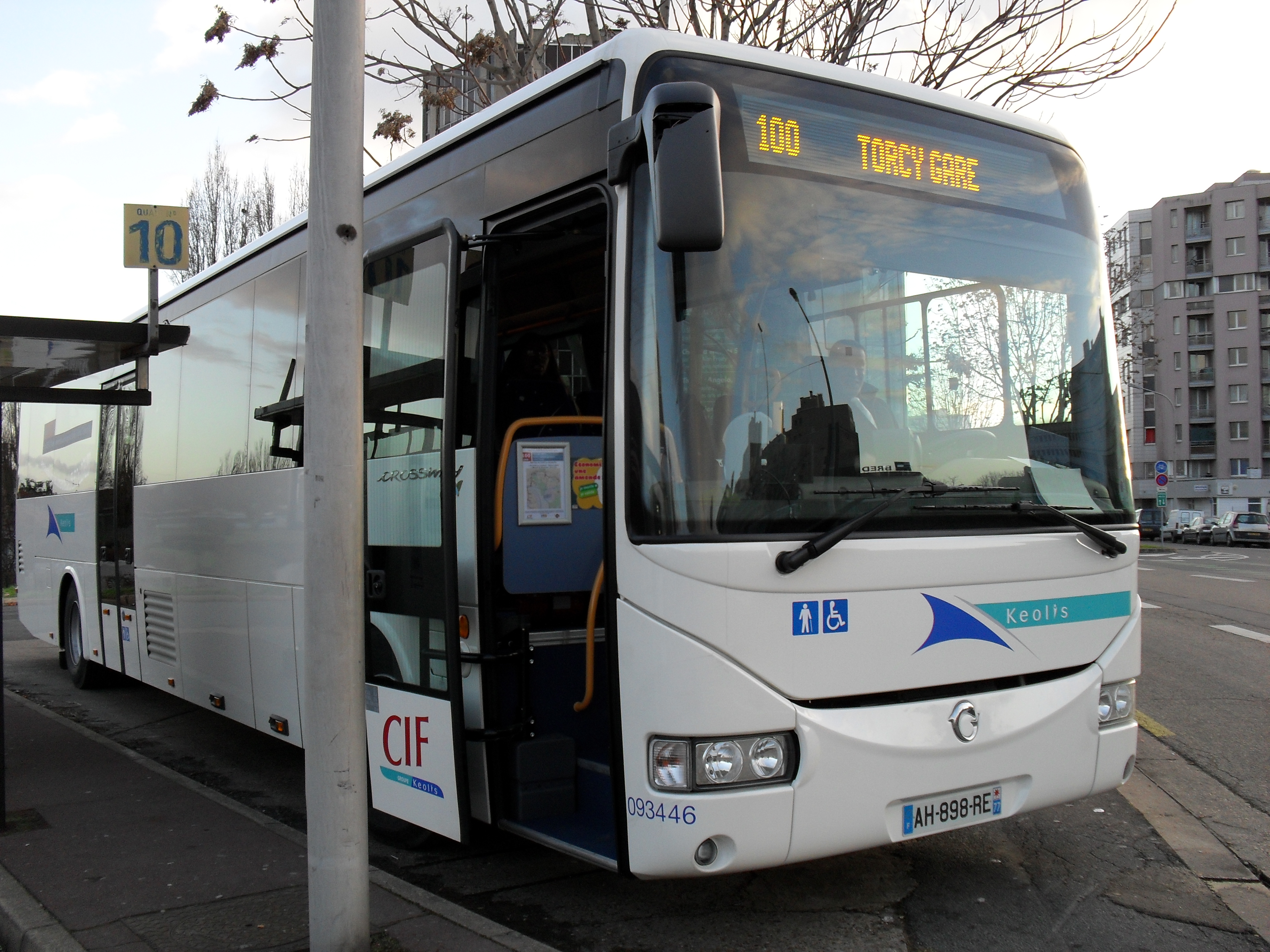
Een Irisbus Crossway van Courriers de l’Île-de-France

- Marne et Morin (Meaux, Crécy-la-Chapelle, vallei van de Ourcq, La Ferté-sous-Jouarre en omgeving)
- STILL (Rond de rivier de Loing)

##### Netwerken van de vervoerders
- Autocars Tourneux (Yvelines: rond Vernouillet/Verneuil)
- Cars Bleus (Milly-la-Forêt en omgeving)
- Cars d’Orsay (Essonne: Orsay, Les Ulis, Massy, en Bures-sur-Yvette)
- Cars Perrier (La Verrière en omgeving)
- Cars Rose (Ermont en omgeving)
- Cars Sœur (Saint-Germain-lès-Corbeil en omgeving)
- CEAT (Essonne, Seine-et-Marne, Val-de-Marne)
- Courriers de l’Île-de-France (oosten van Val-d'Oise (Dammartin en omgeving))
- Courriers de Seine-et-Oise (Yvelines: Poissy en omgeving)
- Darche-Gros (Melun, Coulommiers en omgeving)
- Hourtoule (Yvelines)
- Lacroix (Val-d'Oise)
- Ormont Transport (Essonne)
- SAVAC (oosten van Essonne en zuiden van Yvelines)
- SETRA (zuidoosten van Val-de-Marne en Seine-et-Marne)
- STAVO (Claye-sous-Bois en omgeving)
- Transports Daniel Meyer (Essonne)
- TVF (noordelijk Seine-et-Marne)
- Veolia Transport Conflans (Yvelines)
- Veolia Transport Ecquevilly (Yvelines: Les Mureaux en omgeving)
- Veolia Transport Houdan (Yvelines)
- Veolia Transport Montesson (Yvelines: Saint-Germain-en-Laye en omgeving)
- Veolia Transport Nanterre (Yvelines)
- Veolia Transport Rambouillet (zuidelijk Yvelines)

#### Gespecialiseerde netwerken
- Air France Bus: bediening van de twee grote luchthavens van Parijs
- A14 Express: directe bussen tussen La Défense en Yvelines
- Filéo: Vervoer op maat naar de luchthaven Roissy
- Val d'Europe Airports: directe bussen tussen Disneyland Paris en Roissy, Orly en Beauvais.

## Exploitatie
Aloewel er onafhankelijke familiebedrijven aangesloten zijn bij de vereniging is de meerderheid van de aangesloten bedrijven eigendom van een van de twee grote private bedrijven in de regio: Keolis en Veolia Transdev.

### Materieel
Een gedeelte van de buslijnen wordt bereden door lagevloerbussen. In de regio zijn er een aantal busmerken gangbaar:
- Heuliez (GX 117, GX 127, GX 327, GX 427...);
- Irisbus Agora (Agora Standard , Agora L(ong), Agora Line);
- Irisbus Citelis (Citelis 12 , Citelis Line , Citelis 18)
- Mercedes-Benz Citaro (12m Citaro , de Citaro G ...).

Een kleiner deel van de buslijnen wordt bereden met hogevloerbussen, zoals de Irisbus Crossway en verscheidene bussen van Setra.

### Tarifiatie en financiering

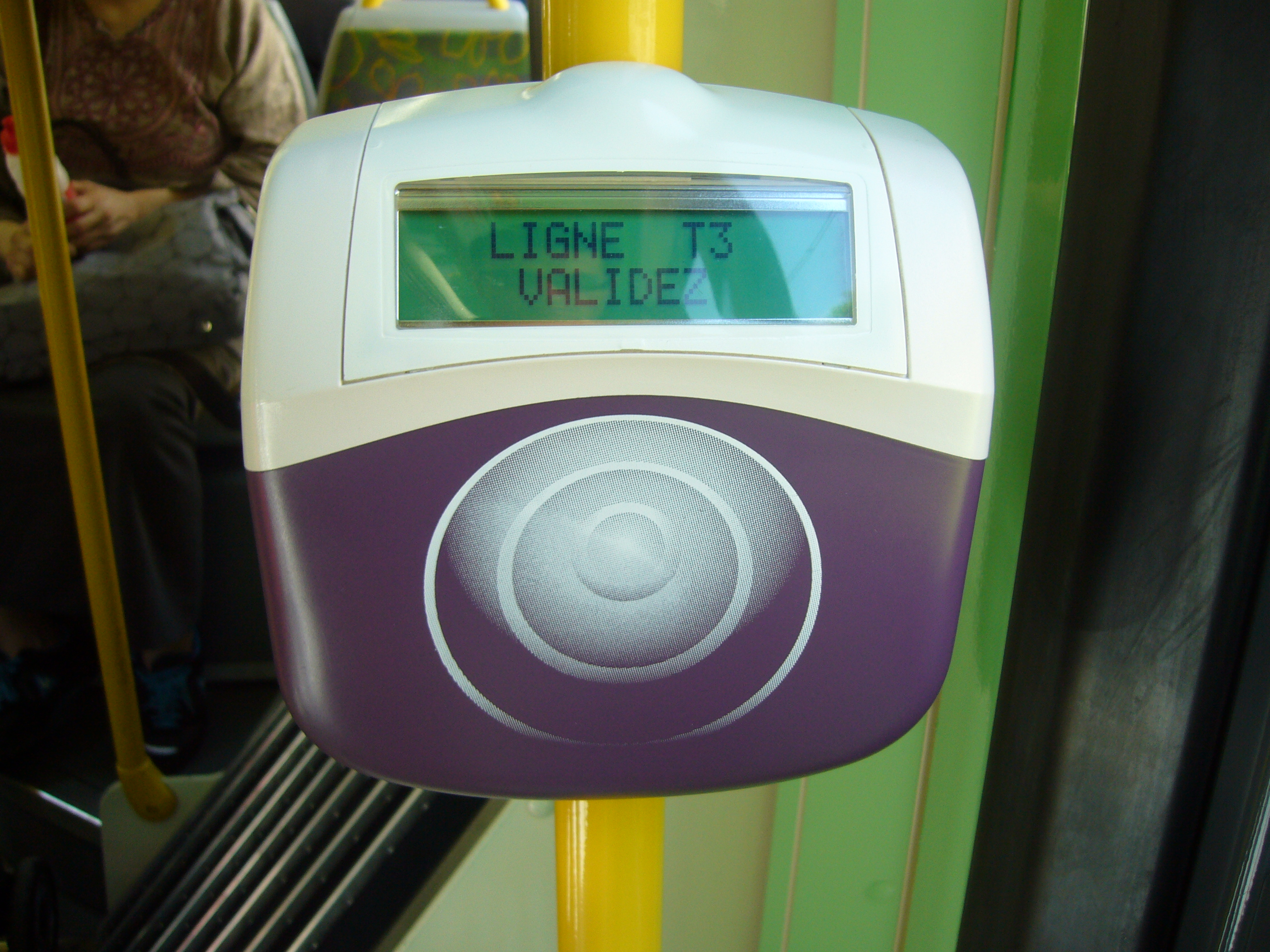
Kaartlezer voor Passe Navigo-kaarten, zoals aanwezig in trams en bussen.

De tarificatie van de verschillende lijnen is in alle gevallen gelijk, en op de verschillende lijnen zijn ook dezelfde abonnementen geldig. Het Ticket t+ is het eenvoudigste vervoersbewijs van Ile de France. Het is geldig voor bij de RER binnen Parijs, in de metro, in trams, in bussen van de RATP of van Optile. Het wordt in losse vorm en in sets van 10 stuks verkocht en biedt de mogelijkheid om binnen 90 minuten onbeperkt van bus of tram over te stappen. Het is echter niet mogelijk over te stappen van metro of RER naar een bus of tram en vice versa, of van een metrolijn naar de Funiculaire de Montmartre en vice versa. Er zijn ook verschillende abonnementen te koop.
De kosten voor de exploitatie van de lijnen (onderhoud, materieel en personeelskosten) zijn de verantwoordelijkheid van de exploitant. De inkomsten uit de vervoersbewijzen zijn echter lang niet genoeg om de kosten voor de exploitatie te dekken. Het verschil tussen deze twee wordt gecompenseerd door middel van subsidies, verleend door de vevoersautoriteit STIF, die deze betaalt van vervoersbelastingen voor bedrijven.